# 三菱重工広島硬式野球部
三菱重工広島硬式野球部（みつびしじゅうこうひろしまこうしきやきゅうぶ）は、広島県広島市に本拠地を置き、日本野球連盟に加盟していた社会人野球の企業チームである。2020年シーズンをもって活動を終了した。

## 概要
戦後間もない1946年に、三菱重工業の広島製作所で『三菱重工広島硬式野球部』として創部。
1974年の日本選手権に初出場し4強入りし、1979年には都市対抗野球で初出場・初優勝を果たした。
2004年、三菱重工業本社の方針により会社登録の運動部からクラブチームへの降格が言い渡されたが、チームはこれをバネに奮起し、翌2005年には9年ぶりに都市対抗野球への出場を決めた。
2008年9月、クラブ登録から再び会社登録の企業チームへ変更された。
2020年12月、野球部の活動を終了し、75年間の歴史に幕を下ろした。
補強選手で巧みに弱点をカバーすることにより都市対抗野球本選で、優勝1回（1979年）、準優勝1回（1996年）、4強2回（1986、2015年）、通算24勝16敗（勝率.600）と好成績を収めた。

## 沿革
- 1946年 - 『三菱重工広島』として創部。
- 1950年 - 本社改称に伴い、チーム名を『中日本重工業広島』に改称。
- 1952年 - 本社改称に伴い、チーム名を『新三菱重工広島』に改称。
- 1964年 - 本社改称に伴い、チーム名を『三菱重工広島』に改称。
- 1974年 - 日本選手権に初出場（4強）。
- 1979年 - 都市対抗野球に初出場（優勝）。
- 2004年 - 企業チームからクラブチームに登録変更（チーム名称は変更なし）。
- 2008年 - クラブチームから企業チームに登録変更（チーム名称は変更なし）。

- 2018年 - 5月25日、所属する選手の不祥事により第89回都市対抗野球大会の2次予選である中国予選の出場辞退を決めた[4]。
- 2020年 - 3月19日、三菱重工業は、社会人野球の三菱重工名古屋、三菱日立パワーシステムズ（横浜）、三菱重工神戸・高砂、三菱重工広島の4チームを、2021年から2チームに再編すると発表し、チーム強化策の一環として、横浜と神戸・高砂の2拠点に再編・集約されることとなり、事実上の廃部となる[5][6]。

## 練習場
- 三菱広島グラウンド（広島県広島市西区観音新町4-6-22）

## 主要大会の出場歴・最高成績
- 都市対抗野球大会 - 出場17回、優勝1回（1979年）
- 社会人野球日本選手権大会 - 出場18回、4強2回（1974、2013年）
- JABA京都大会 - 優勝1回（2016年）
- JABA岡山大会 - 優勝2回（1978、2014年）
- JABA九州大会 - 優勝1回（1974年）
- JABA広島大会 - 優勝9回（1973、1975、1978、1984、1985、1986、1988、1995、1996年）

## 主な出身プロ野球選手
- 高木真一（投手） - 1977年ドラフト6位で広島東洋カープに入団
- 礒部公一（捕手） - 1996年ドラフト3位で近鉄バファローズに入団
- 松井飛雄馬（内野手） - 2011年ドラフト7位で横浜ベイスターズに入団
- 大下佑馬（投手） - 2017年ドラフト2位で東京ヤクルトスワローズに入団
- 杉山一樹（投手） - 2018年ドラフト2位で福岡ソフトバンクホークスに入団

## 元プロ野球選手の競技者登録
- 酒井順也（元：読売ジャイアンツ） - 投手（2008年～2013年）→退団
- 町田公二郎（元：阪神タイガース、広島東洋カープ） - ヘッドコーチ（2013年～2014年）→監督（2015年～）
- 堤裕貴（元：オリックス・バファローズ） - 内野手（2017年～2020年）

## かつて在籍していた選手
- 佃正樹（投手）
- ビエンベニード・セデーニョ（投手） - 2002・2003年に在籍。退部後の2006年、第1回WBCのパナマ代表に選出された。
- 迫田守昭（捕手） - 監督を務め、後に広島県立広島商業高等学校野球部監督、広島新庄高等学校野球部監督などを歴任。
- 金光興二（内野手） - 現役引退後に広島商業高等学校野球部監督、法政大学野球部監督を歴任。